# Koraput
Koraput es una ciudad y  comité de área notificada situada en el distrito de Koraput en el estado de Odisha (India). Su población es de 47468 habitantes (2011). Se encuentra a 407 km de Bhubaneswar. Es el centro administrativo del distrito.

## Demografía
Según el censo de 2011 la población de Koraput era de 47468 habitantes, de los cuales 24553 eran hombres y 22915 eran mujeres. Koraput tiene una tasa media de alfabetización del 82,04%, superior a la media estatal del 72,87%: la alfabetización masculina es del 89,38%, y la alfabetización femenina del 74,19%.

## Clima
| Parámetros climáticos promedio de Koraput, Odisha | Parámetros climáticos promedio de Koraput, Odisha | Parámetros climáticos promedio de Koraput, Odisha | Parámetros climáticos promedio de Koraput, Odisha | Parámetros climáticos promedio de Koraput, Odisha | Parámetros climáticos promedio de Koraput, Odisha | Parámetros climáticos promedio de Koraput, Odisha | Parámetros climáticos promedio de Koraput, Odisha | Parámetros climáticos promedio de Koraput, Odisha | Parámetros climáticos promedio de Koraput, Odisha | Parámetros climáticos promedio de Koraput, Odisha | Parámetros climáticos promedio de Koraput, Odisha | Parámetros climáticos promedio de Koraput, Odisha | Parámetros climáticos promedio de Koraput, Odisha |
| Mes                                               | Ene.                                              | Feb.                                              | Mar.                                              | Abr.                                              | May.                                              | Jun.                                              | Jul.                                              | Ago.                                              | Sep.                                              | Oct.                                              | Nov.                                              | Dic.                                              | Anual                                             |
| ------------------------------------------------- | ------------------------------------------------- | ------------------------------------------------- | ------------------------------------------------- | ------------------------------------------------- | ------------------------------------------------- | ------------------------------------------------- | ------------------------------------------------- | ------------------------------------------------- | ------------------------------------------------- | ------------------------------------------------- | ------------------------------------------------- | ------------------------------------------------- | ------------------------------------------------- |
| Temp. máx. media (°C)                             | 25.3                                              | 28.4                                              | 31.7                                              | 33.6                                              | 34.3                                              | 30.6                                              | 25.9                                              | 25.6                                              | 26.6                                              | 27.0                                              | 25.7                                              | 24.7                                              | 28.3                                              |
| Temp. mín. media (°C)                             | 4.0                                               | 6.4                                               | 15.7                                              | 20.9                                              | 22.9                                              | 22.5                                              | 20.7                                              | 20.4                                              | 20.3                                              | 18.7                                              | 14.1                                              | 3.5                                               | 15.8                                              |
| Lluvias (mm)                                      | 8                                                 | 3                                                 | 19                                                | 53                                                | 84                                                | 213                                               | 437                                               | 391                                               | 247                                               | 116                                               | 27                                                | 8                                                 | 1606                                              |
| Fuente: en.climate-data.org                       |                                                   |                                                   |                                                   |                                                   |                                                   |                                                   |                                                   |                                                   |                                                   |                                                   |                                                   |                                                   |                                                   |